# الحشوات التجميلية للأسنان الأمامية
تعتبر الأسنان الأمامية من أكثر الأسنان التي يُنجذب إليها عند النظر إلى الشخص، إذ يلعب حجم وشكل ولون الأسنان الأمامية العلوية دورًا مهمًا في شكل الابتسامة والوجه بشكل عام.
تمكن العلم الحديث في طب الأسنان من علاج بعض المشاكل التي تتعلق بجمالية وصحة الأسنان باستخدام الحشوات الضوئية أو ما يُعرف بالراتنج المركب السني مثل مشاكل كسر الأسنان أو تسوسها أو العيوب الخلقية لمينا السن أو سد الفراغات بين القواطع العلوية، إذ تمكنت الحشوات الضوئية من تطوير جمالية الأسنان عن طريق تغيير شكل الأسنان ولونها وطولها.

## الاستخدامات الطبية
تُستخدم الحشوات الضوئية لمعالجة الأسنان في الحالات التالية:
- علاج تسوس الأسنان.
- علاج كسر الأسنان.
- إغلاق الفراغات بين الأسنان العلوية، التي تعتبر من أهم الأسباب التي يبحث المريض عن علاجها.
- تغيير اللون والشكل والطول والمحاذاة.[4]

الفوائد
- لا تحتاج إلى إزالة كبيرة من بنية السن.[5]
- إعادة الحشو أسهل من الحشوة الملغمية.
- لا تحتاج إلى وقت كبير عند استخدامها.[6]
- تكلفتها المادية قليلة.
- يمكن إضافة طبقات أخرى عند الحاجة أو تغيير اللون.

الآثار الجانبية
- حساسية الأسنان بعد الحشو.[3]
- تلون حافات الحشوة.
- تآكل الأسنان المقابلة.
- إصابة العصب.
- زيادة حجم التجويف عند إزالة الحشوة.[7][8][9]

### علاج الأسنان المكسورة
- خطوات استعادة الشكل التشريحي للأسنان المكسورة:[2]
- استخدام القالب التشخيصي لاسترجاع التشريح الأصلي للسن عن طريق بناءه بالشمع فوق القالب.[10]
- طبع السن الشمعي باستخدام السيليكون.[11]
- تحضير الأسنان المراد حشوها.[12]
- استخدام حمض الفوسفوريك على مينا الأسنان بناءً على تعليمات الشركة المُصنعة.
- تطبيق المادة الرابطة بين السن والحشوة الضوئية.
- وضع طبقات رقيقة وصغيرة من الحشوة الضوئية بشكل متتالٍ.
- تلميع السطح باستخدام أقراص التلميع للحصول على الشكل النهائي.[2]
- استخدام الحشوات الضوئية لإغلاق الفراغات بين القواطع العلوية
- يعتبر فلج الأسنان أو ما يعرف بتباعد الأسنان عن بعض أو وجود فراغ بين الأسنان بين القواطع الأمامية أمرًا شائعًا بين المجتمع، إذ يُقدر الحد الأدنى للمسافة بين القواطع العليا بـ 0.5 سم لتعتبر فلجًا، غالبًا ما يحدث الفلج في الأسنان العلوية أكثر من الأسنان السفلية وذلك بسبب صغر حجم الاسنان أو فقدان الاسنان أو كبر حجم الفك أو نمو الناب خارج المكان المخصص له أو الفقدان خلقي للقواطع الجانبية أو العادات الفموية أو تضخم وبروز اللجام أو أسباب وراثية.

### تُلخص خطوات غلق فلج الأسنان بـ:
- اختيار لون الحشوة الضوئية اعتمادًا على لون المينا والعاج عن طريق وضع تدرجات لونية مختلفة من الحشوات والتقاط صورة فوتوغرافية للأسنان مع الحشوات لتحديد اللون المناسب.
- استخدام العازل المطاطي على الأسنان المراد حشوها.
- استخدام خيط الأدرينالين لسحب اللثة وتقليل مستوى الأوعية الدموية.
- استخدام حمض الفوسفوريك على مينا الأسنان بناءً على تعليمات الشركة المُصنعة.
- تطبيق المادة الرابطة بين السن والحشوة الضوئية.
- وضع الطبقة العاجية ذات اللون الغامق من الحشوة الضوئية.
- وضع الطبقة ذات اللون الفاتح التي تُمثل المينا.[13]
- تلميع السطح باستخدام أقراص التلميع للحصول على الشكل النهائي.